# Sicarius lanuginosus
Sicarius lanuginosus là một loài nhện trong họ Sicariidae. S. lanuginosus được miêu tả năm 1849 bởi Nicolet.